# Houaïlou
Houaïlou – miasto na Nowej Kaledonii (terytorium zależne Francji); 4600 mieszkańców (2006). Przemysł spożywczy. W miejscowości znajduje się Port lotniczy Nesson.